# レイ・ルイス (アメリカンフットボール)
レイ・ルイス（Ray Anthony Lewis、1975年5月15日- ）はフロリダ州バートウ出身の元アメリカンフットボール選手。現役時代のポジションはミドルラインバッカー。NFLを代表するラインバッカーであり第35回スーパーボウルではミドルラインバッカーとしては初めてMVPを受賞している。プロボウルには12回選ばれており、これはインサイドまたはミドルラインバッカーとしてはNFL記録である。

## 経歴

### マイアミ大学
マイアミ大学に入学した彼は1年次のシーズンのラスト5試合から先発として起用されて81タックル、2サック、2ロスタックル、4パスブロックの成績を残し、フレッシュマンのオールアメリカンに選ばれた。
2年次には153タックル（カンファレンストップ）、9ロスタックル、2サック、1インターセプトの成績を残し、オールアメリカンファーストチームとオールビッグ・イースト・カンファレンスに選ばれた。記者投票によるマイアミ大学のディフェンスは全米1位、チームも6位に選出された。
3年次には2年連続カンファレンストップとなる160タックル、8ロスタックルロス、2サック、1ファンブルフォース、4パスブロック、1タッチダウンの成績を残し、ウェストバージニア大学戦では15タックルをあげた。1シーズンに160タックルという数字はマイアミ大学では1965年にエド・ウィサコスキーが残した164タックルに次ぐものであった。3シーズンしかプレーしなかったものの彼はマイアミ大学史上5位となるタックル数を残した。
1995年シーズン終了後、彼は4年次に進級せずにNFLドラフトにアーリーエントリーすることを表明した。1996年のNFLドラフトで1巡目全体26番目でボルチモア・レイブンズに指名されて入団した。

### ボルチモア・レイブンズ
1996年のドラフトで全体26番目に指名された彼は多くのスカウトからはNFLでプレーするラインバッカーとしてはサイズが小さすぎると見られていた。しかし1996年彼は110タックルをあげてUSAトゥデイの選ぶオールルーキーチームに選ばれた。この年彼があげたロスタックル15回はNFLトップの数字であった。また10月13日のインディアナポリス・コルツ戦でジム・ハーボーにプロ初サックを浴びせるなど、2.5サック、6パスブロック、1インターセプトの数字を残している。
1997年、彼はNFLトップの184タックル、4サック、1インターセプト、1ファンブルフォース、1ファンブルリカバー、11パスブロックの成績をあげてプロボウルに初めて選ばれた。
1998年には3年連続チームトップとなる120タックル、3サック、2インターセプト、1ファンブルフォース、7パスブロックの成績をあげて2度目のプロボウルに選ばれた。彼はスポーティングニュースのオールプロにも選ばれ、後に殿堂入りするバリー・サンダースの現役最後の試合でチームメートと共にサンダースをわずか41ヤードに抑えた。
1999年、NFLトップの168タックル、3.5サック、3インターセプト、8パスブロック、1セイフティ、1ファンブルフォースの成績をあげて3年連続プロボウルに選ばれると共に初めてオールプロに選出された。
2000年、この年137タックルをあげて、NFL最優秀守備選手賞に輝く活躍を見せた彼に率いられた強力ディフェンスはNFL記録となる165失点、ラン喪失970ヤードしか相手に許さなかった。ディフェンスの6つのカテゴリでNFLトップとなり、レギュラーシーズンで4回完封勝利をあげた。チームは創設以来初のスーパーボウルに出場し、第35回スーパーボウル優勝を果たし彼はMVPに選ばれた。ポストシーズン4試合で彼は31タックル、2インターセプト、9パスブロック、1ファンブルリカバー、1タッチダウンをあげた。
2001年、162タックルをあげてオールプロファーストチームに選ばれると共に5回目のプロボウル出場を決めた。そのプロボウルではタッチダウンをあげている。プレーオフ2試合でも17タックル、3ファンブルフォース、1パスブロックの成績を残した。
2002年には肩の負傷により5試合の出場に終わったがチーム5位の58タックル、2インターセプト、2パスブロック、1ファンブルフォース、1ファンブルリカバーの成績をあげた。第4週のデンバー・ブロンコスとのマンデーナイトフットボールでは18タックル（11ソロタックル）、2パスブロック、1インターセプトをあげた。
2003年には161タックル、1.5サック、6インターセプト、2ファンブルフォース、2ファンブルリカバー、14パスブロック、1タッチダウンの成績をあげた。11月の最優秀守備選手に選ばれ、第17週のピッツバーグ・スティーラーズ戦では15タックル、1インターセプトをあげて週間MVPに選ばれている。プレーオフでは合計17タックルをあげた。シーズン終了後、50票中43票を獲得し、2度目のNFL最優秀守備選手賞に選ばれた。オールプロの投票では全選手中トップとなる50票中49票の1位票を獲得しファーストチームに選ばれている。
2004年は、146タックル、1サック、2ファンブルリカバー、1ファンブルフォース、6パスブロックでオールプロファーストチームに選ばれた。
2005年、第6週の怪我が原因でシーズン後半を棒に振った。第8週から故障者リスト入りした彼は6試合の出場で46タックル、1サック、1インターセプト、2パスブロック、1ファンブルリカバーの成績を残した。
2006年、彼の率いたレイブンズのディフェンスは総喪失ヤード数、失点、インターセプト数など主要カテゴリのうち14個でトップの成績を残した。またサック数、テイクアウェイ、ラン喪失ヤード数で2位となった。彼は2試合に欠場したものの14試合で103タックル、自己最高の5サック、2インターセプト、8パスブロック、1ファンブルフォース、1ファンブルリカバーの成績を残した。彼が出場した試合のうち、相手のランに100ヤードを許した試合はわずか1試合であった。開幕戦のタンパベイ・バッカニアーズ戦では7タックル、1サック、3パスブロックの成績をあげて週間MVPに選ばれた。プロボウルにも選ばれたが手の負傷を理由に出場を辞退し、彼の代わりにはチームメートのバート・スコットが選ばれた。この年の最優秀守備選手賞の投票で彼は5位となった。プレーオフでは合計15タックル、1パスブロックの成績を残した。
2007年、平凡な成績に終わったレイブンズの中で彼はチームトップの120タックル、2サック、2ファンブルフォース、1ファンブルリカバー、10パスブロック、2インターセプト、1タッチダウンの成績をあげて12年のキャリアで9回目となるプロボウルに選ばれた。
2008年、彼は117タックル、3.5サック、3インターセプト、2ファンブルフォース、2ファンブルリカバー、9パスブロックの成績をあげて10回目のプロボウル、6回目のオールプロファーストチームに選ばれた。第10週のヒューストン・テキサンズとの試合で彼は8タックル、2インターセプト、2パスブロックをあげて週間MVPに選ばれた。チームはAFCチャンピオンシップゲームに進出したがプレーオフ3試合で彼は29タックル、2ファンブルフォース、1パスブロックの成績をあげた。シーズン終了後彼は無制限フリーエージェントとなったがチームとオプション2年間を含む2015年までの契約延長の合意に達した。
2009年、第2週のサンディエゴ・チャージャーズ戦ではダレン・スプロールズへのタックルでチームに勝利をもたらした。試合後彼はこのタックルは自分のキャリアの中でも最も素晴らしいものだと語っている。最終的にAFCトップの134タックル、3サック、2ファンブルフォース、1ファンブルリカバー、7パスブロックをあげて、11回目のプロボウル、7回目のオールプロファーストチームに選ばれた。プレーオフ2試合でも21タックル、1サック、1パスブロックの成績をあげている。
2009年シーズン終了までに彼は194試合に出場して通算1,770タックル（1,349ソロタックル、94.5ロスタックル）、36.5サック、14ファンブルフォース、16ファンブルリカバー、28インターセプト、1セイフティ、2タッチダウン、105パスブロックの数字を残している。また14シーズンのキャリアでプロボウルにはインサイドラインバッカー、ミドルラインバッカーとしては最多の11回出場している。シーズン最多タックルとなったのが1997年、1999年、2001年、2003年、2004年の5回、2003年にはラインバッカーとしてのNFL記録となるシーズン6インターセプトを記録した。オールプロファーストチームに1999年、2000年、2001年、2003年、2004年、2008年、2009年、セカンドチームに1997年、1998年と選ばれた。プレーオフには13試合出場し130タックル（85ソロタックル）、1サック、5ファンブルフォース、1ファンブルリカバー、2インターセプト、13パスブロック、1タッチダウンをあげている。
2010年11月21日のカロライナ・パンサーズ戦でNFLのラインバッカーとしては史上7人目となる30インターセプトを達成した。
2011年の第3週、セントルイス・ラムズ戦で10タックル、1サック、1ファンブルフォースをあげて通算8回目のAFC守備部門週間MVPに選ばれた。第11週のシンシナティ・ベンガルズ戦を欠場し、連続試合出場が57試合で途切れた。
2012年、第6週の試合で上腕三頭筋を断裂した。第17週にロースターに復帰、2013年1月2日、シーズン終了後引退することを表明した。

## 殺人事件との関わり
第34回スーパーボウルの翌日、アトランタのナイトクラブの外でルイスや友人達と他の集団との間でケンカが起こり、2人が刺殺され亡くなった。警察に拘留後、11日後にルイスと2人の友人は殺人と暴行の罪で起訴された。ルイスの弁護士は司法取引を行いルイスは1年間の執行猶予となった。この件でルイスはNFLからは25万ドルの罰金を受けた。これは薬物濫用を除いたこれまでの史上最高額の罰金であった。被害者と和解したため、友人2人は同年6月に釈放された。第35回スーパーボウルで彼はMVPに選ばれたがI'm going to Disney World!の決まり文句はQBのトレント・ディルファーが代わりに行った。
2004年4月29日、彼は事件の翌月に生まれた被害者の娘とも和解に達した。

## 人物
キャリアを通してミドルラインバッカーの代表格と見られている。11シーズン中9シーズン、チームトップのタックルをマークし、彼に率いられたディフェンスは1998年から2001年にかけて51試合連続で相手のラン攻撃を100ヤード未満に抑えた。現在ではNFL史上。The Sports Listには歴代3位のラインバッカーと評価されたこともある。2003年シーズン開幕前にCBSスポーツによってNFLの各ヘッドコーチに最も試合を支配する選手を投票してもらう企画があったがその中で彼は9.5票を獲得し圧倒的な1位となった。
2005年にはマッデンNFLのカバーに起用された。
2009年7月には殺人事件の被害者となった元チームメートのスティーブ・マクネアの追悼式で7分に渡るスピーチを行った。
彼は映画、『ランダウン ロッキング・ザ・アマゾン』やマリオやネリーのミュージックビデオに登場しているほか、リーボック、アンダーアーマー、オールドスパイス、イースタン・モーターズの広告に登場している。

## 社会貢献
プロ入り以降熱心にチャリティ活動を行っており、Ray Lewis 52 Foundationという恵まれない青少年を援助する非営利法人を設立している。また障害者スポーツの普及にも力を入れている。